# (34654) 2000 WF145
2000 WF145 (asteroide 34654) é um asteroide da cintura principal. Possui uma excentricidade de 0.09187840 e uma inclinação de 15.07106º.
Este asteroide foi descoberto no dia 22 de novembro de 2000 por NEAT em Haleakala.